# Leende dansmusik 81
Leende dansmusik 81 är ett studioalbum från 1981 av det svenska dansbandet Matz Bladhs. Albumet inledde bandets albumserie Leende dansmusik under 1980- och 90-talen. Återutgavs 1984 med nya sångpålägg på några titlar av Göran Lindberg som började med bandet 1983.

## Låtlista
1. Våg och vind
2. Please Don't Drag
3. Annie Laurie
4. Låt mej va' me'
5. Russian Folk Song
6. Jag ser en båt
7. Andante, Andante
8. My Heart, You're Heart
9. Släng inga rosor
10. Quando, quando, quando
11. Santa Maria
12. Akropolis adieu